# ツェーシス
ツェーシス（Cēsis、ドイツ名：Wenden、日本語表記：チェーシスとも）は、ラトビアの古都で、ヴィッゼメ中央高地の北部に位置している。ガウヤ川沿いの高台にあり、青い森林と古い峡谷を見下ろすことができる。ツェーシス州の州都でもある。

## 城塞

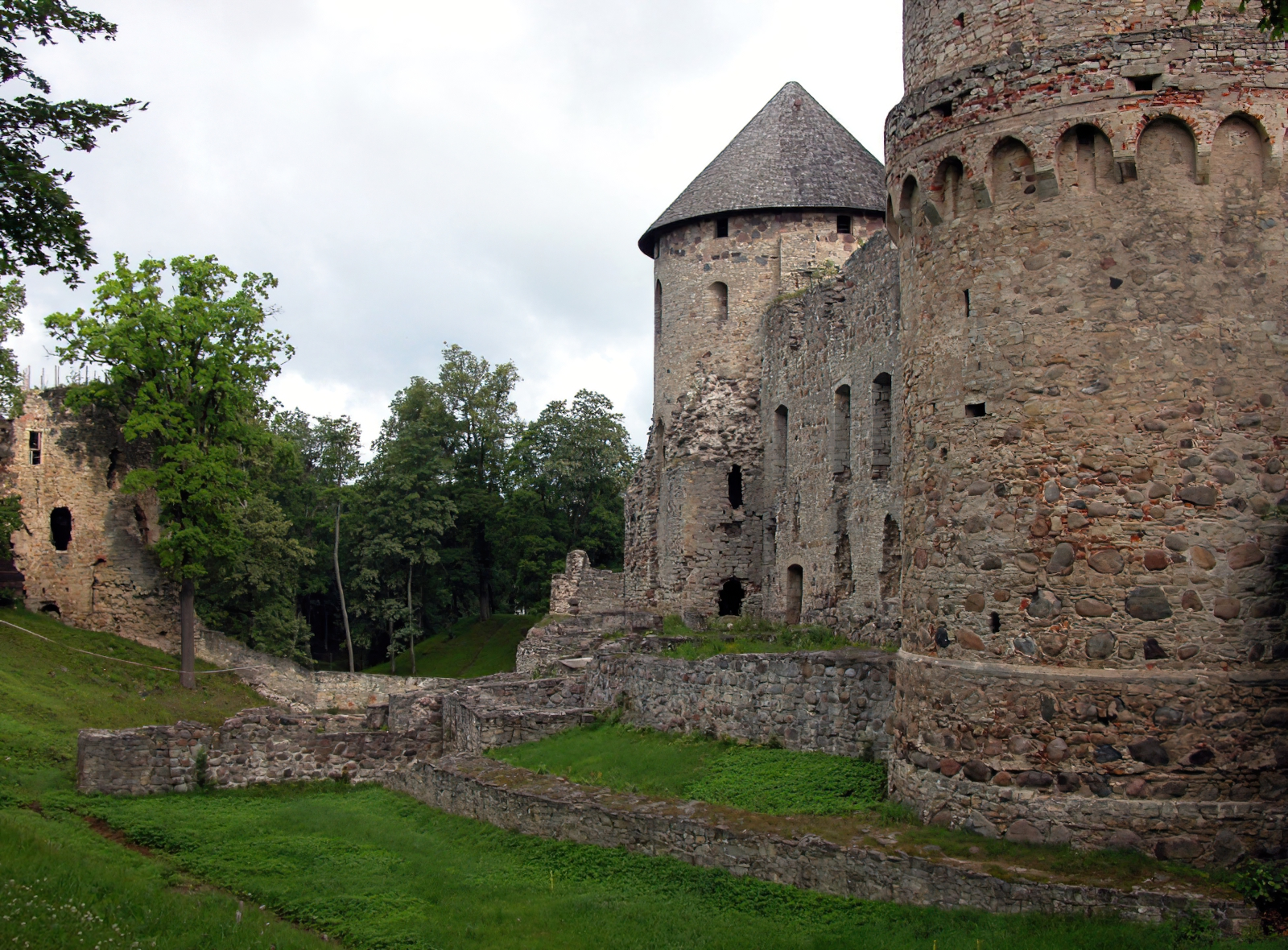
ヴェンデン城跡

ツェーシスの起源はリエッツ丘上の砦で、木製の要塞がヴェンド人として知られるスラブ系の部族によって建てられた。東西をゆく交易路に沿って定住地を設けて地域の中心としたのが始まりで、高さ18mの山の上に立ったこの要塞構は現在でも一部残っており、公園として公開されている。
1209年、この砦のそばに、リヴォニア帯剣騎士団（のちにドイツ十字軍（チュートン騎士団）に吸収される）がヴェンデンの城を建設した。城は次第に拡大強化され、1237年から1561年までの間には一時的な例外を除いて騎士団長の居城となっている。
1577年、城がロシアのイワン雷帝の手に落ちるのを防ぐため、駐屯部隊が自ら城を破壊した。1598年にはポーランド・リトアニア共和国の一部となり、ヴェンデン公国が作られた。1620年、ヴェンデンはスウェーデンの手に陥ち、一度は再建されるも、大北方戦争中の1703年にロシア軍によって再び破壊され、廃城となった。
16世紀の末には既に騎士団の居館だった建物は、ツェーシス城塞の一部として改修されていた。1777年にジーファース伯がツェーシス城を手にしたとき、城の東の区画に新しい居館を建て、その端の壁と要塞の一部である塔を一体化させた。
この新しい城館は、1949年からはツェーシス歴史博物館になっている。城塞の正面の庭は穀倉と厩舎に囲まれており、これらは展示場や博物館になっている。
穀倉の横にはラトビア最古の醸造所Cēsu alus darītavaがあり、1878年のジーファース伯領時代の後期の建物であるが、起源は騎士団時代にさかのぼる。
1812年、ツェーシス城公園が設立された。当時が偲ばれるよう、遊歩道、異国の植物、城跡を映し出す池などが設置されている。

## 市街
ツェーシス市は13世紀後半に計画された。市場となる広場と教会が中央に置かれ、宅地の中心は、3つの二の丸がついたリヴォニアの石の城だった。街は石灰の城壁にも囲まれ、8つの塔と5つの門を備えていた。聖ヨハネ教会(1281年-1284年)や騎士団の城、ヴァルヌ通りとパラスタ通りに一部残る城壁といった建築物は、中世からのものである。さらに、多くの建築物は度重なる戦争と火事（最後の火事は1748年）で焼失したが、中世の道路網と建物の見取り図が今に残っている。
18世紀からの建物はリガ通りの16番地と25番地にみることができ、19世紀前半の家は15番地と47番地や、ガウヤ通りの6番地などに見ることができる。
19世紀後半にリガ―プスコフが道路で結ばれ（1868年）、リガとヴァルカに鉄道が敷かれる（1889年）と急速に発展。鉄道駅から旧市街を結ぶラウナス通りは太く立派になり、10番地のラトビア社交館（建築家A.マルヴェス）、14番地の地方裁判所（建築家P.メンゲリス）などの重要な建築物が建てられた。
ツェーシスは健康リゾート地としても開発され、ガウヤ川付近には豪華な避暑コテージ群とヘルスセンターが建てられた。スヴェタヴォッツ（“聖なる泉”の意）洞窟 の近くにあるチルリジがもっとも有名で、その泉にはヒーリングの力があると信じられている。

## 気候
| ツェーシスの気候                                        | ツェーシスの気候 | ツェーシスの気候 | ツェーシスの気候 | ツェーシスの気候 | ツェーシスの気候 | ツェーシスの気候 | ツェーシスの気候 | ツェーシスの気候 | ツェーシスの気候 | ツェーシスの気候 | ツェーシスの気候 | ツェーシスの気候 | ツェーシスの気候 |
| 月                                                      | 1月              | 2月              | 3月              | 4月              | 5月              | 6月              | 7月              | 8月              | 9月              | 10月             | 11月             | 12月             | 年               |
| ------------------------------------------------------- | ---------------- | ---------------- | ---------------- | ---------------- | ---------------- | ---------------- | ---------------- | ---------------- | ---------------- | ---------------- | ---------------- | ---------------- | ---------------- |
| 最高気温記録 °C （°F）                                  | 8.7 (47.7)       | 10.6 (51.1)      | 18.5 (65.3)      | 26.5 (79.7)      | 29.1 (84.4)      | 31.3 (88.3)      | 34.1 (93.4)      | 33.6 (92.5)      | 28.8 (83.8)      | 21.2 (70.2)      | 14.5 (58.1)      | 10.6 (51.1)      | 34.1 (93.4)      |
| 平均最高気温 °C （°F）                                  | −2.3 (27.9)      | −1.8 (28.8)      | 2.9 (37.2)       | 10.7 (51.3)      | 16.7 (62.1)      | 20.2 (68.4)      | 22.6 (72.7)      | 21.3 (70.3)      | 15.7 (60.3)      | 8.8 (47.8)       | 2.8 (37)         | −0.7 (30.7)      | 9.74 (49.54)     |
| 日平均気温 °C （°F）                                    | −4.5 (23.9)      | −4.7 (23.5)      | −1.0 (30.2)      | 5.5 (41.9)       | 10.9 (51.6)      | 14.6 (58.3)      | 17.0 (62.6)      | 15.8 (60.4)      | 11.0 (51.8)      | 5.4 (41.7)       | 0.8 (33.4)       | −2.6 (27.3)      | 5.68 (42.22)     |
| 平均最低気温 °C （°F）                                  | −7.4 (18.7)      | −8.2 (17.2)      | −5.1 (22.8)      | 0.1 (32.2)       | 4.1 (39.4)       | 8.6 (47.5)       | 11.2 (52.2)      | 10.3 (50.5)      | 6.6 (43.9)       | 2.3 (36.1)       | −1.5 (29.3)      | −4.9 (23.2)      | 1.34 (34.42)     |
| 最低気温記録 °C （°F）                                  | −40.6 (−41.1)    | −42.2 (−44)      | −30.5 (−22.9)    | −21.8 (−7.2)     | −10.5 (13.1)     | −2.0 (28.4)      | 1.1 (34)         | −1.7 (28.9)      | −7.3 (18.9)      | −16.3 (2.7)      | −24.6 (−12.3)    | −42.9 (−45.2)    | −42.9 (−45.2)    |
| 降水量 mm （inch）                                      | 57.4 (2.26)      | 43.8 (1.724)     | 40.8 (1.606)     | 41.7 (1.642)     | 58.1 (2.287)     | 80.7 (3.177)     | 79.8 (3.142)     | 75.9 (2.988)     | 57.5 (2.264)     | 78.6 (3.094)     | 58.9 (2.319)     | 56.2 (2.213)     | 729.4 (28.716)   |
| 平均降水日数 （≥1.0 mm）                                | 11.3             | 8.2              | 9.3              | 8.9              | 9.2              | 10.0             | 11.7             | 11.6             | 13.0             | 12.2             | 13.8             | 13.8             | 133.0            |
| 平均月間日照時間                                        | 27.3             | 58.4             | 130.3            | 190.3            | 261.1            | 249.4            | 265.6            | 235.9            | 149.1            | 79.8             | 27.9             | 18.6             | 1,693.7          |
| 出典1：LVĢMC (平均値：1991年-2020年、極値：1945年-現在) |                  |                  |                  |                  |                  |                  |                  |                  |                  |                  |                  |                  |                  |
| 出典2：NOAA (平均降水日数：1961年-1990年)               |                  |                  |                  |                  |                  |                  |                  |                  |                  |                  |                  |                  |                  |